# パーヴェル・ロトミストロフ
パーヴェル・アレクセーエヴィチ・ロトミストロフ（ロシア語: Па́вел Алексе́евич Ро́тмистров、1901年7月6日 - 1982年4月6日）は、ソビエト連邦の軍人、戦術家。第二次世界大戦中に第5親衛戦車軍の司令官として、1943年7月のプロホロフカの戦いに参加した。

## 経歴
1901年7月6日にロシア帝国のトヴェリ県スコヴォロヴォ村（現在のトヴェリ州セリジャーロフスキー郡）にて、鍛冶屋の家庭に誕生した。4年制学校で学び、卒業後はペノにて鉄道人夫としてヴォルガ川上流より垂木木材を運搬し、ロシア革命まではサマーラで荷役人夫として働いていた。
1919年4月に赤軍に入隊してサマーラ労働者連隊に配属され、ブグリマ郊外の戦いに参加した。同年には全連邦共産党に入党し、その後工兵課程を修了して西部戦線第16軍第42兵站大隊に派遣された。1921年3月に発生したクロンシュタットの反乱の鎮圧に参加したが、負傷して入院後に帰郷した。
スモレンスク歩兵学校を卒業後、リャザンの第149狙撃連隊の中隊政治委員となり、その後、ウラジーミルの騎兵偵察大隊の政治委員となった。1922年に全ロシア中央執行委員会軍事統合学校に入校した。
1924年に第11狙撃師団第31連隊の小隊長となり、4年後にフルンゼ名称軍事アカデミーで教育を受け、1931年の卒業後はチタのザバイカル狙撃師団本部第1班長に任命された。1933年に独立赤旗極東軍本部作戦課副課長に任命され、1936年3月に第1班長となった。
1937年6月に第21歩兵師団隷下第63狙撃連隊長、同年10月にモスクワのスターリン労農赤軍自動車化・機械化士官学校の戦術講師を務める。
しかし当時赤軍に吹き荒れていた大粛清の魔の手はロトミストロフにも及び、「人民の敵」として粛清されたミハイル・サングルスキー中将、セルゲイ・ジェレフツォフ少将らと関係があったとして独立赤旗極東軍第1師団司令部第2班の管理課長へと左遷され、更に同課の解体と党からの除名処分を受ける。しかし数か月後、ソビエト連邦共産党中央規律検査委員会より党への復帰が認められ、除名処分から戒告処分に減刑された。
1939年には戦車の運用における理論が評価され、博士候補の学位を取得した。1939年11月に始まった冬戦争にて北西戦線の後方支援部隊指揮官に任ぜられるが、本人の希望で第7軍隷下第35軽戦車旅団の大隊長となり、ヴィボルグにてマンネルハイム線突破戦に従事した。この功績が評価され、同年12月に沿バルト特別軍管区第3機械化軍団第5戦車師団の副師団長に任命された。

### 第二次世界大戦
1941年5月末には第3機械化軍団参謀長に任命され、独ソ戦を迎える。第3機械化軍団は第11軍と共にシャイリ方面に退却したが、ドイツ軍に包囲された。包囲からの脱出の際に軍団は解散され、その後ロトミストロフは北西戦線の第8戦車旅団長に任命された。1942年初めには第7戦車軍団長に任命され、6月末に第7戦車軍団は第5戦車軍に配属された。エレツ地区への移動の際、第7戦車軍団はドイツ第11装甲師団を攻撃し、これを撃破した。同年8月に第7戦車軍団は第1親衛軍に配属された。スターリングラード郊外での反攻の際にラチコフスキー地区で戦功を上げ、第2親衛軍の編成下でドン軍集団の撃破に参加した。
その後3個軍団から成る機械化群を指揮し、1943年2月中旬に第5親衛戦車軍司令官に任命された。ロトミストロフの第5親衛戦車軍は、史上最大の戦車戦であるプロホロフカの戦いに参加した。その後、ロトミストロフ戦車兵大将指揮下の第5親衛戦車軍は、ステップ戦線においてドニエプル渡河作戦に参加した。1943年10月からピャチハトキとクリヴォイ・ログを攻撃し、キロヴォグラードを解放した。
1944年1月にコルスン・シェフチェンコ作戦に参加した。2月21日に装甲戦車兵元帥の階級を授与された。8月に赤軍装甲戦車・機械化兵副司令官に任命された。終戦と共に在独ソビエト軍集団装甲戦車・機械化兵副司令官に就任した。

### 戦後
戦後はドイツ駐留ソ連軍及び極東軍管区にて装甲戦車・機械化兵司令官となる。1948年にはモスクワに戻り、クリメント・ヴォロシーロフ高級士官学校（現在のロシア軍参謀大学）の副局長・局長を経て同学校を卒業し、以降教育畑と研究畑を歩む。
1956年に装甲・機械化兵アカデミーの講座長を務める。ロトミストロフは多数の科学論文を執筆し、同年に軍事科学博士の学位を取得し、1958年には教授の称号を授与された。1958年に高等教育施設担当国防次官となり、1962年4月に装甲戦車兵総元帥の階級を授与された。1968年には健康上の理由により、国防省総監部に異動した。
1982年4月6日にモスクワにて、80歳で死去した。遺体はモスクワのノヴォジェーヴィチィ墓地に埋葬された。

## 栄典
- ソ連邦英雄称号：1965年5月
- レーニン勲章6個
- 十月革命勲章
- 赤旗勲章4個
- 1等スヴォーロフ勲章
- 1等クトゥーゾフ勲章
- 赤星勲章：1940年3月
- 3等ソ連軍祖国貢献勲章（ロシア語版）
- 労農赤軍20周年記念章（ロシア語版）

### その他
- 軍事科学博士
- 教授

## 著作
- 「プロホロフカ郊外の戦車戦」（Танковое сражение под Прохоровкой）、1960年
- 「時代と戦車」（Время и танки）、1972年
- 「スターリンの（鉄の）親衛隊」（Стальная гвардия）
- 「戦争における戦車」（Танки на войне）、1975年